# Jelena Blagojević
Jelena Blagojević (Olovo, 1 de dezembro de 1988) é uma voleibolista sérvia.

## Carreira
Blagojević integrou a equipe da Seleção Sérvia de Voleibol Feminino nos Jogos Olímpicos de Verão de 2020 em Tóquio, quando conquistou a medalha de bronze após derrotar a equipe sul-coreana por 3 sets a zero.